# Darío Álvarez (beisbolista)
Darío Rafael Álvarez Espinal (Santiago, 17 de enero de 1989) es un lanzador dominicano de béisbol profesional que juega para los Algodoneros de Unión Laguna de la (LMB). Anteriormente jugó en las Grandes Ligas para los New York Mets, Atlanta Braves y Texas Rangers.

## Carrera profesional

### Philadelphia Phillies
Álvarez firmó con los Filis de Filadelfia como agente libre aficionado el 8 de enero de 2007. Entre 2007 y 2009 jugó íntegramente con los Filis de la Liga de Verano Dominicana. En 2007, Álvarez terminó con marca de 1-3, efectividad de (4.46) en 11 juegos. En 2008, terminó con un récord de 4-2, (3.23) de efectividad en 18 juegos. En 2009, terminó con un récord de 3-4, efectividad de (2.59) en 14 juegos. El 18 de agosto de 2009 fue liberado por los Filis de Filadelfia.

### New York Mets

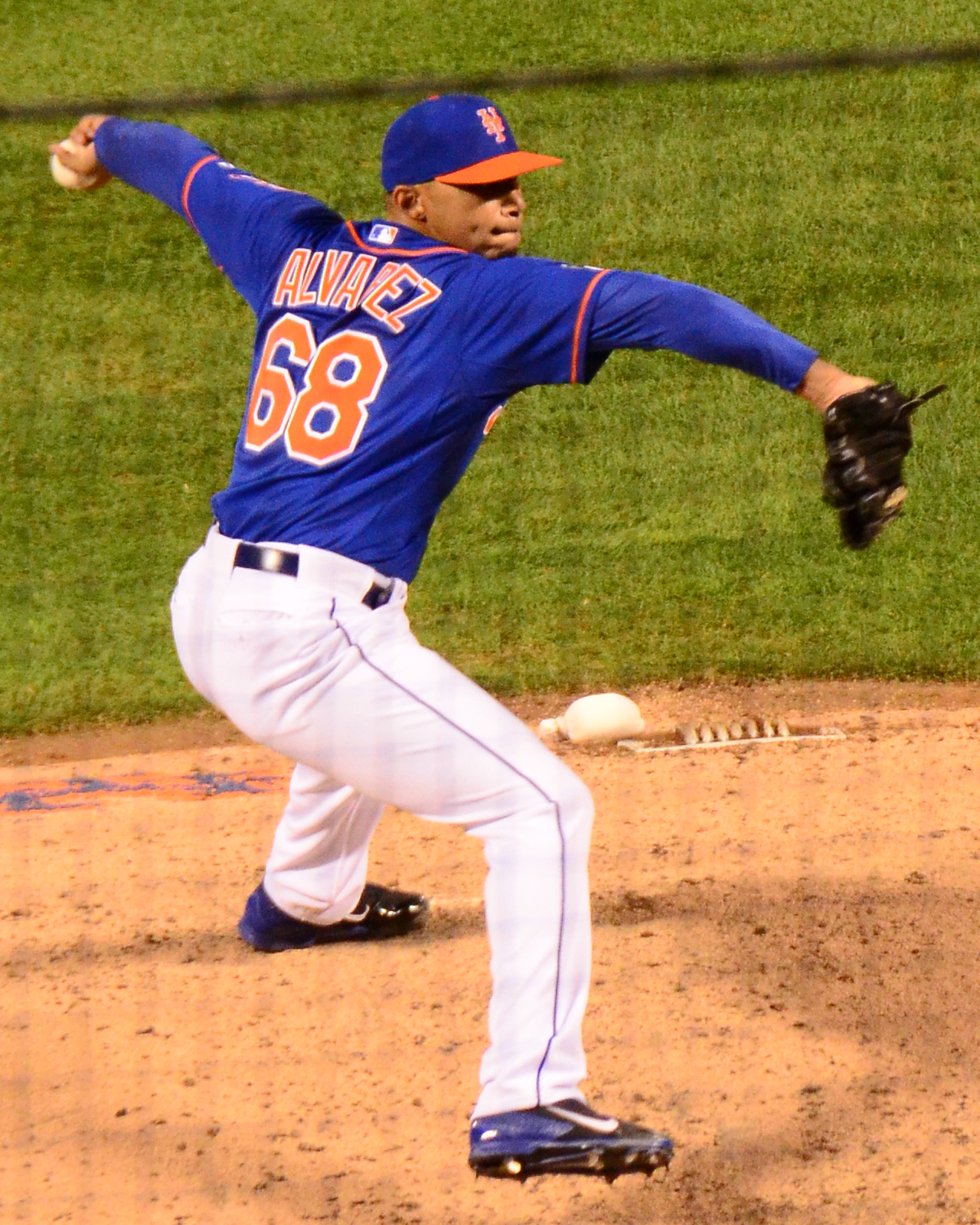
Álvarez con los New York Mets

El 13 de enero de 2013, Álvarez firmó un contrato de ligas menores con la organización de los Mets de Nueva York después de pasar las temporadas de 2010 a 2012 fuera del béisbol. Pasó la temporada 2013 con los Ciclones de Brooklyn Low-A, registrando un récord de 2-4 y efectividad de (3.10) en 12 apariciones. Dividió la mayor parte de la temporada 2014 entre los Single-A Savannah Sand Gnats, los High-A St. Lucie Mets y los Double-A Binghamton Mets, acumulando un récord de 10-1 y (1.10) de efectividad con 114 ponches en (73.1) entradas de trabajo.
Álvarez fue seleccionado para el roster de 40 hombres y convocado a las mayores por primera vez el 1 de septiembre de 2014. Hizo su debut en las Grandes Ligas el 3 de septiembre contra los Miami Marlins. Los Mets ganaron el juego 4-3, con Álvarez cediendo un sencillo productor a Christian Yelich que empató el juego para los Marlins, cargando a Álvarez con un salvamento fallido. Álvarez terminó su temporada de novato con efectividad de (13.50) en 4 juegos en (1.1) entradas lanzadas mientras permitió 4 hits, 2 carreras y un jonrón y solo consiguió un ponche con un WHIP de (3.000).
Álvarez comenzó la temporada 2015 con Binghamton, y luego de ser nombrado All-Star de mitad de temporada, fue ascendido a Triple-A Las Vegas 51s. Álvarez fue llamado a las mayores el 22 de agosto cuando el primera base Lucas Duda fue colocado en la lista de incapacitados por una lesión en la espalda. El 23 de agosto fue enviado de regreso a la Triple-A para dejar espacio a David Wright, quien estaba regresando de la estenosis espinal. No hizo ni una sola aparición cuando lo llamaron un día antes.
Fue llamado el 4 de septiembre para estar disponible para lanzar contra los Marlins de Miami. El 7 de septiembre, Álvarez obtuvo la primera victoria de su carrera contra los Nacionales de Washington ponchando al jardinero Bryce Harper en la parte baja de la sexta entrada.
El 15 de septiembre, Álvarez se lastimó la ingle con un out en la octava entrada contra los Marlins, lo que lo obligó a irse en lo que sería una derrota por 3-9 para los Mets. Había permitido 3 hits y salió del juego después de tropezar y no realizar un lanzamiento, lo que resultó en un balk. El 18 de septiembre se reveló que Álvarez se dirigía a Port St. Lucie para rehabilitar la lesión en la ingle que había sufrido hace tres días y que era poco probable que volviera a lanzar en 2015.
Álvarez terminó la temporada con un récord de 1-0, (12.27) de efectividad en 6 juegos en 3.2 entradas lanzadas mientras permitió 5 hits, 5 carreras, 2 jonrones, 1 base por bolas y 1 balk mientras lograba dos ponches con un WHIP de (1.636.) Fue asignado a Las Vegas para comenzar la temporada 2016. El 23 de mayo de 2016, fue designado para asignación por los Mets.

### Atlanta Braves

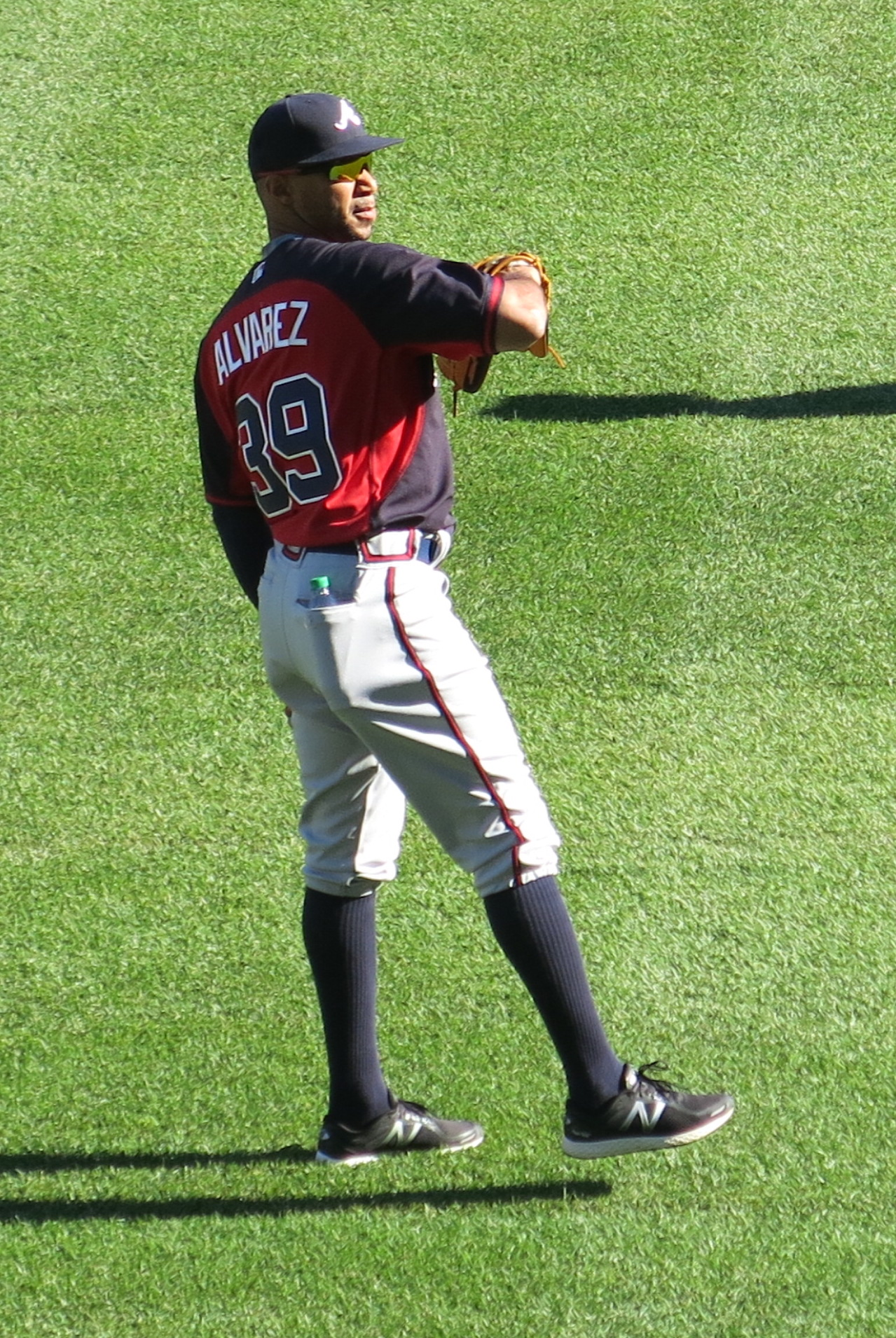
Álvarez jugando con los Atlanta Braves en 2016

El 25 de mayo de 2016 los Atlanta Braves reclamaron a Álvarez sin exenciones. Fue enviado a los AAA Gwinnett Braves y registró una efectividad de (1.13) en 8 apariciones para el equipo. El 14 de junio, Álvarez fue ascendido a Atlanta. En 16 partidos de Grandes Ligas, registró un récord de 3-1 y efectividad de (3.00) en 16 apariciones con los Bravos.

### Texas Rangers
El 27 de julio de 2016, los Bravos cambiaron a Álvarez y Lucas Harrell a los Rangers de Texas a cambio de Travis Demeritte. Después de dos apariciones con los Rangers, fue degradado al Triple-A Round Rock Express el 4 de agosto de 2016. En 10 apariciones con los Rangers, Álvarez luchó con una efectividad de (7.71) en 10 apariciones. Comenzó la temporada 2017 con Triple-A Round Rock y logró un récord de 2-0 y efectividad de (2.76) en 20 apariciones con Texas. El 1 de septiembre de 2017, Álvarez fue designado para asignación por los Rangers. El 6 de noviembre de 2017, eligió la agencia libre.

### Chicago Cubs
El 30 de noviembre de 2017, Álvarez firmó un contrato por un año con los Chicago Cubs.

### Seattle Mariners
El 21 de marzo de 2018, los Marineros de Seattle reclamaron a Álvarez sin exenciones. El 25 de abril, Álvarez fue eliminado de la lista de 40 hombres sin aparecer en un juego para Seattle y fue asignado a Triple-A Tacoma Rainiers. En 30 juegos para Tacoma, Low-A Everett AquaSox y AZL Mariners, Álvarez registró un récord de 3-0 y (1.78) de efectividad antes de ser liberado por la organización el 3 de agosto de 2018. 

### Minnesota Twins
El 10 de enero de 2019, Álvarez firmó un contrato de ligas menores con la organización de los Mellizos de Minnesota. Fue puesto en libertad por la organización el 27 de marzo de 2019.

### Leones de Yucatán
El 17 de mayo de 2019 Álvarez firmó con los Leones de Yucatán de la Liga Mexicana. Después de luchar por una efectividad de 17.18 en 2 apariciones con el equipo, fue liberado el 31 de mayo de 2019.

### Algodoneros de Unión Laguna
El 10 de junio de 2021 Álvarez firmó con los Algodoneros de Unión Laguna de la Liga Mexicana.